# Vila Mou
Vila Mou és una antiga freguesia portuguesa del municipi de Viana do Castelo, amb 3,02 km² d'àrea i 566 habitants (al cens del 2011). La densitat de població n'era de 187,4 hab/km².
Fou eliminada per la reorganització administrativa de 2012/2013, i s'integrà el seu territori a la Unió de Freguesies de Torre i Vila Mou.

## Població
| Població de la freguesia de Vila Mou | Població de la freguesia de Vila Mou | Població de la freguesia de Vila Mou | Població de la freguesia de Vila Mou | Població de la freguesia de Vila Mou | Població de la freguesia de Vila Mou | Població de la freguesia de Vila Mou | Població de la freguesia de Vila Mou | Població de la freguesia de Vila Mou | Població de la freguesia de Vila Mou | Població de la freguesia de Vila Mou | Població de la freguesia de Vila Mou | Població de la freguesia de Vila Mou | Població de la freguesia de Vila Mou | Població de la freguesia de Vila Mou |
| ------------------------------------ | ------------------------------------ | ------------------------------------ | ------------------------------------ | ------------------------------------ | ------------------------------------ | ------------------------------------ | ------------------------------------ | ------------------------------------ | ------------------------------------ | ------------------------------------ | ------------------------------------ | ------------------------------------ | ------------------------------------ | ------------------------------------ |
| 1864                                 | 1878                                 | 1890                                 | 1900                                 | 1911                                 | 1920                                 | 1930                                 | 1940                                 | 1950                                 | 1960                                 | 1970                                 | 1981                                 | 1991                                 | 2001                                 | 2011                                 |
| 503                                  | 508                                  | 498                                  | 479                                  | 495                                  | 494                                  | 498                                  | 625                                  | 729                                  | 691                                  | 592                                  | 581                                  | 558                                  | 564                                  | 566                                  |